# Juliette MacCormick de Magnan
Juliette Lousia McCormick de Magnan Herckenrath (Charleston, 20 juni 1809 – Monster, 13 april 1856) was de vrouw van Leon Herckenrath, burgemeester van Monster. Juliette is vereeuwigd in de novelle Leon en Juliette van Annejet van der Zijl.

## Leven

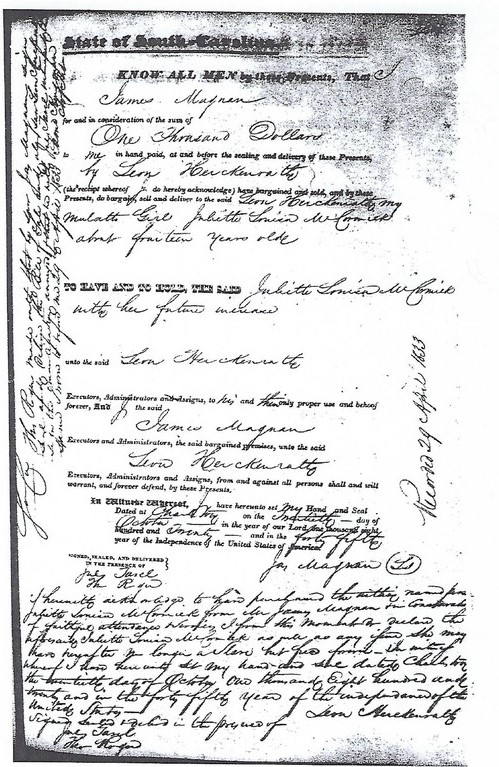
Verkoopovereenkomst Juliette McCormick

Josephine, de moeder van Juliette, was in 1793 geboren in slavernij bij de slavenhoudersfamilie Magnan op Saint-Domingue. Haar voorouders waren afkomstig uit Kameroen en Ghana. De familie Magnan was in 1793, kort na haar geboorte, geëmigreerd naar de Verenigde Staten tijdens de Haïtiaanse Revolutie. Magnan liet haar 'bezwangeren' door James 'John' M. McCormick, een tweeënvijftigjarige zakenman van Schots-Ierse afkomst. Het kind dat geboren werd in 1809 werd Juliette genoemd. Ook zij werd geboren in slavernij, in de stad Charleston in South Carolina waar zeer veel slavenhandel plaatsvond. 
Toen ze negen jaar oud was ontmoette ze Leon Herckenrath, een Nederlander die als zakenman naar South Carolina was gekomen. Hij liep gele koorts op, en zij assisteerde in de verpleging. Hij kocht haar op 20 oktober 1820 voor duizend dollar vrij en op 15 augustus 1823, toen ze 14 jaar oud was, trouwden ze in de katholieke kerk in Charleston. Ze konden niet voor de wet trouwen, en het huwelijk moest geheim gehouden worden. Het stel kreeg in Charleston zeven kinderen. In 1835 vertrok de familie naar Nederland en ging op het familielandgoed Geerbron bij Monster wonen. Daar kreeg Juliette nog acht kinderen.
MacCormick is een van de weinige mensen die, ondanks de geboorte in slavernij in de Zuidelijke staten in Amerika in de 19e eeuw een maatschappelijk relatief vooraanstaande positie in Europa ging bekleden.

## Grafkelder

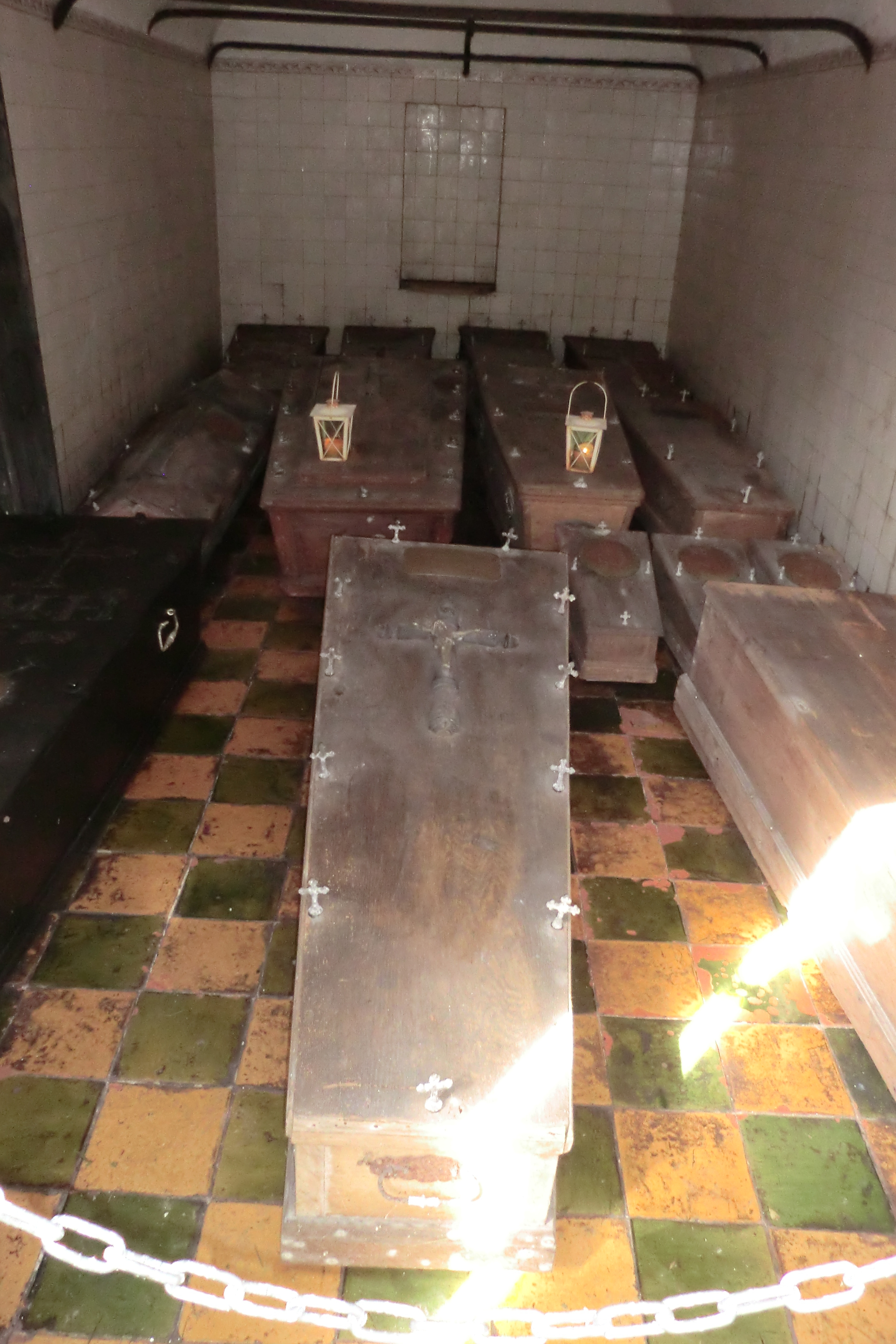
Grafkelder Herckenrath

Tussen 1844 en 1847 liet haar man Leon Herckenrath dicht bij Geerbron, waar de familie woonde, een grafkelder bouwen. Daar liggen veertien personen begraven: het echtpaar met diverse kinderen en Leons moeder, oom en de baker (kraamverzorgster).

## Novelle en roman
In 2020 beschreef Annejet van der Zijl in de novelle Leon en Juliette, het Boekenweekgeschenk van 2020, het leven van Juliette en Leon. In 2021 verscheen haar roman Fortuna’s kinderen, waarvan het gezinsleven van Leon en Juliette de basis vormt.